# Шартау, Генрик

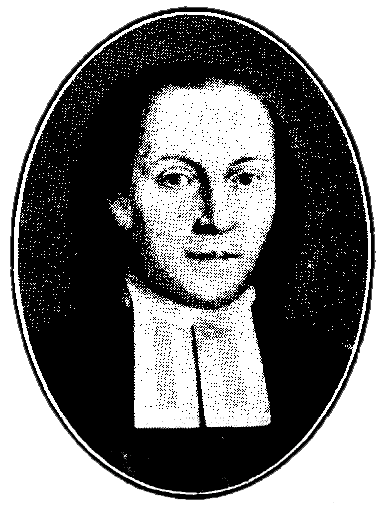

Генрик Шартау (швед. Henric Schartau) (27 сентября 1757 года, Мальмё — 3 февраля 1825 года, Лунд) — шведский лютеранский проповедник и теолог, представитель пиетизма.
Шартау изучал теологию в университете Лунда. В 1774 году он получил степень бакалавра искусств, а в 1778 году — магистра. В 1780 году стал пастором в Кальмаре, а в 1785 году стал вторым викарием собора Лунда. В 1793 году он стал настоятелем церкви в Стура-Робю (провинция Сконе), и эту церковную должность занимал до самой смерти.
Широко известен своими проповедям, которые отличились своей строгостью и бескомпромиссностью. Это привлекло к Шартау многих сторонников, в том числе молодых пасторов, которые стали активно распространять его взгляды в южной и юго-западной Швеции. В итоге зародилось ривавелистского движение, получившее название шартаунизма. Помимо Швеции последователи этого движения имелись в США, на западе штата Мэн.
Некоторые известные шведские епископы, например Бу Йертс, черпали вдохновение для своего служения в трудах Шартау.